# Bento Pereira Bueno
Bento Pereira Bueno (Jundiaí, 9 de maio de 1869 — São Paulo, 11 de novembro de 1954) foi um político e jornalista brasileiro.

## Biografia
Viveu sua infância em Campinas, onde cursou o colégio Culto à Ciência. Nessa cidade, iniciou sua carreira política como auxiliar no escritório de Francisco Glicério de Cerqueira Leite, frequentando as reuniões e conferências do "Clube Republicano de Campinas". Tornou-se fundador da "Gazeta de Campinas", ao lado de Carlos Augusto Ferreira, e um dos criadores de "A Revolta", junto com Alfredo Gustavo Pujol.
Em 1888, ingressou na Escola Militar da Praia Vermelha, de onde, desiludido, se retirou em poucos dias. Em 9 de maio de 1893, Bueno colou grau de bacharel em Ciências Jurídicas e Sociais, pela Faculdade de Direito de São Paulo.
Foi sócio fundador, em 1894, do Instituto Histórico e Geográfico de São Paulo.
Estudante de Direito, foi revisor, noticiarista e redator dos debates do Congresso do Estado, no jornal Correio Paulistano.
Posteriormente foi proprietário e redator do jornal "O Comércio de São Paulo".
Em 29 de dezembro de 1900, juntamente com Antônio da Silva Prado Jr. e outros entusiastas do esporte, foi um dos fundadores e primeiro presidente do tradicional Clube Atlético Paulistano.

### Rádio
Bento Pereira Bueno foi incansável defensor da implantação da rádio-difusão no Brasil e, de seu trabalho e dedicação, juntamente com Frederico Vergueiro Steidel, Leonardo Y. Jones Junior, Luiz Amaral Cesar e outros, resultou, em 23 de março de 1926, a fundação da “Sociedade Rádio Educadora Paulista”, primeira rádio transmissora de São Paulo - instalada inicialmente, à Rua Frei Caneca, 22-A - da qual foi fundador e diretor consultivo na primeira gestão, sob presidência do Dr. Edgard de Souza.

### Política
Exerceu inúmeros cargos públicos na política paulista dentre os quais destacam-se:
- 1895-1896 - chefe de Polícia de São Paulo.[4][5]
- 1897 - comissário-geral de Imigração para São Paulo na Europa; permanecendo em Gênova (Itália) por três anos, encarregado da imigração italiana e austríaca para São Paulo.
- 1900 - Secretário da Justiça, Interior e Saúde Pública de São Paulo (sucedeu José Pereira de Queiróz e foi sucedido por Francisco de Toledo Malta)
- 1900-1906 - secretário da Justiça, Interior e Saúde Pública de São Paulo (sucedeu Francisco de Toledo Malta e foi sucedido por José Cardozo de Almeida)
- 1909 - deputado e presidente da Câmara na 7ª legislatura paulista.[6]
- 1923 - senador na 12ª legislatura paulista[7]
- 1924-1927 - secretário da Justiça e Segurança Pública de São Paulo (sucedeu Francisco Cardoso Ribeiro e foi sucedido por Antonio Carlos Salles Júnior), com ativa participação na Revolução de 1924 em São Paulo.[1]
- 1928-1930 - ministro do Tribunal de Contas do Estado de São Paulo.

### Vida Pessoal
Casou-se com Antônia de Arruda Botelho filha do Conde do Pinhal em 1904, com quem teve quatro filhos. Faleceu em 1954 aos 85 anos e foi enterrado no Cemitério da Consolação.